# Victoria Park (Kingstown)
Victoria Park – wielofunkcyjny stadion w Kingstown, na wyspie Saint Vincent w Saint Vincent i Grenadynach, na którym rozgrywane są głównie mecze piłkarskie. Gra na nim reprezentacja Saint Vincent i Grenadyn w piłce nożnej oraz Avenues United FC. Rozgrywano również zawody lekkoatletyczne. Stadion mieści 3500 osób.